# Franz Chmel
Franz Chmel (* 26. Februar 1944 in St. Pölten; † 18. August 2016 ebenda) war ein österreichischer Mundharmonikaspieler. Er feierte zahlreiche nationale wie auch internationale Erfolge und gewann mehrfach den Weltmeistertitel.

## Leben
Chmel absolvierte eine Maschinenschlosserlehre bei der ÖBB und ging 1996 in Pension.
Bereits im Alter von sechs Jahren erlernte Franz Chmel das Spielen auf der Mundharmonika. Zwei Jahre später begann er zusätzlich noch das Spielen auf dem Akkordeon und einige Jahre später auf der Gitarre zu lernen. Im Alter von zwölf Jahren gründete er gemeinsam mit seinen Brüdern das Mundharmonikatrio „Piccolo“, welches aber nie besonders an Aufmerksamkeit gewann.
Seine ersten Erfolge feierte Chmel ab 1957 als Teenager bei den österreichischen Mundharmonikameisterschaften, wo er den ersten Platz im Trio erreichte. Im darauf folgenden Jahr erreichte er den 4. Platz im Trio bei der WM in Luxemburg, ehe er 1958 die WM in Pallanza gewann und sich 1959 den Sieg bei den niederösterreichischen Meisterschaften in den Kategorien Trio, Solist, sowie Quartett sicherte. 1960 belegte er den 3. Platz bei der WM in Barcelona. 1961 gewann er die österreichischen Meisterschaften sowie die europäischen Festspiele in Stuttgart in den Kategorien Trio und Quartett. 1962 erreichte er den 1. Platz als Solist, den 2. Platz im Trio sowie den 4. Platz im Quartett beim internationalen Tonbandwettbewerb. 1963 gewann Chmel erneut die WM in Straßburg unter der Kategorie Solist. Ebenso belegte er im Quartett den 2. Platz. 1971 erreichte er erneut den 1. Platz beim internationalen Tonbandwettbewerb als Solist. 1988 belegte er bei der WM in Helmond den 1. Platz im Trio sowie den 2. Platz als Solist.
2003 erhielt er den Jakob-Prandtauer-Preis für Wissenschaft und Kunst der niederösterreichischen Landeshauptstadt St. Pölten, da er wesentlich zur kulturellen Identität der Landeshauptstadt beigetragen hat.

## Diskografie

### Alben
- 1989: Zigeunerweisen
- 1994: Fantasia Baroque
- 2000: Classic Harmonica Vol 1
- 2010: Classic Harmonica Vol 2 und 3